# Девід Пануело
Девід Пануело (13 квітня 1964 , Понпеї, Понпеі ) — мікронезійський державний і політичний діяч.
Президент Федеративних Штатів Мікронезії (2019–2023).

## Біографія
Народився та виріс у період перебування сучасних Федеративних Штатів Мікронезії у складі Підопічної території ООН Тихоокеанські острови, що перебувала під опікою США.
У 1973—1976 рр. навчався у Міжнародному університеті США на Гаваях, в 1976—1979 рр — у Грейсленд-коледжі в Айові
.
В 1987 році закінчив державний коледж Східного Орегону в штаті Орегон зі ступенем бакалавра мистецтв з політичних наук
.
Після закінчення навчання вступив на службу до Міністерства закордонних справ Федеративних Штатів Мікронезії; 1988 року закінчив в Австралії курси для дипломатів з країн Океанії, організовані австралійським Міністерством закордонних справ.
В 1989 був призначений заступником голови дипломатичного представництва Федеративних Штатів Мікронезії (на той момент ще не мала повної незалежності) на Фіджі.
У 1993—1996 рр. був заступником голови дипломатичного представництва Федеративних Штатів Мікронезії при ООН
.
Потім повернувся на батьківщину та оселився в штаті Понпеї, де заснував будівельну компанію
.
В 2011 році був обраний сенатором конгресу Федеративних Штатів Мікронезії від Понпеї.
5 березня 2019 був переобраний до парламенту, здобувши перемогу над чинним президентом країни Пітером Крістіаном з різницею в 59 голосів.
11 травня 2019 року змінив

Пітера Крістіана на посаді президента, який обирається в Федеративних Штатах Мікронезії конгресом
.
25 лютого, після вторгнення Росії в Україну, висловив солідарність з Києвом і оголосив про розрив дипломатичних відносин з Росією. Він зазначив, що країна відновить дипломатичні відносини з Росією лише тоді, коли остання продемонструє реальну прихильність миру, дружбі, співпраці та любові в нашому спільному людстві. Таким чином, Мікронезія стала єдиною країною, яка розірвала дипломатичні відносини з Росією після початку повномасштабного вторгнення, окрім країн-учасників війни.